# Nephrodesmus
Nephrodesmus es un género de plantas con flores con siete especies perteneciente a la familia Fabaceae.

## Especies
- Nephrodesmus albus
- Nephrodesmus ferrugineus
- Nephrodesmus francii
- Nephrodesmus hochreutineri
- Nephrodesmus macrobotryoaus
- Nephrodesmus parvifolius
- Nephrodesmus sericeus